# Anjanâ
 (mars 2016).
Si vous disposez d'ouvrages ou d'articles de référence ou si vous connaissez des sites web de qualité traitant du thème abordé ici, merci de compléter l'article en donnant les références utiles à sa vérifiabilité et en les liant à la section « Notes et références ».
Añjanâ (Anchanai, Anjani, Anjati, Anjaneya ou Swaha) est une apsara de la mythologie hindoue et la mère de Hanumân.

## Légende
Dans l'Himachal Pradesh, la déesse Anjanâ est vénérée comme une divinité familiale. Un temple qui lui est dédié se trouve à 'Masrer', près de Dharamsala. On croit que Sri Anjana y est venue et y serait restée pendant un certain temps. L'un des habitants, en l'apprenant, révéla sa véritable identité aux autres villageois, allant à l'encontre de ses souhaits. Elle quitta alors les lieux, mais pas avant de transformer ce villageois inopportun en pierre, pierre qui reste à l'extérieur de son temple même à ce jour. 

## Véhicule
Son vahana (véhicule) est un scorpion, voilà pourquoi les croyants prient Anjanâ après avoir été mordu par un scorpion.